# Plagiobothrys humistratus
Plagiobothrys humistratus är en strävbladig växtart som först beskrevs av Edward Lee Greene, och fick sitt nu gällande namn av Ivan Murray Johnston. Plagiobothrys humistratus ingår i släktet tiggarstavar, och familjen strävbladiga växter. Inga underarter finns listade i Catalogue of Life.